# سانتا چسارئا ترمه
سانتا چسارئا ترمه (به ایتالیایی: Santa Cesarea Terme) یک کومونه در ایتالیا است که در استان لچه واقع شده‌است. سانتا چسارئا ترمه ۲۶ کیلومتر مربع مساحت و ۳٬۱۰۴ نفر جمعیت دارد و ۵۶ متر بالاتر از سطح دریا واقع شده‌است.

## نگارخانه

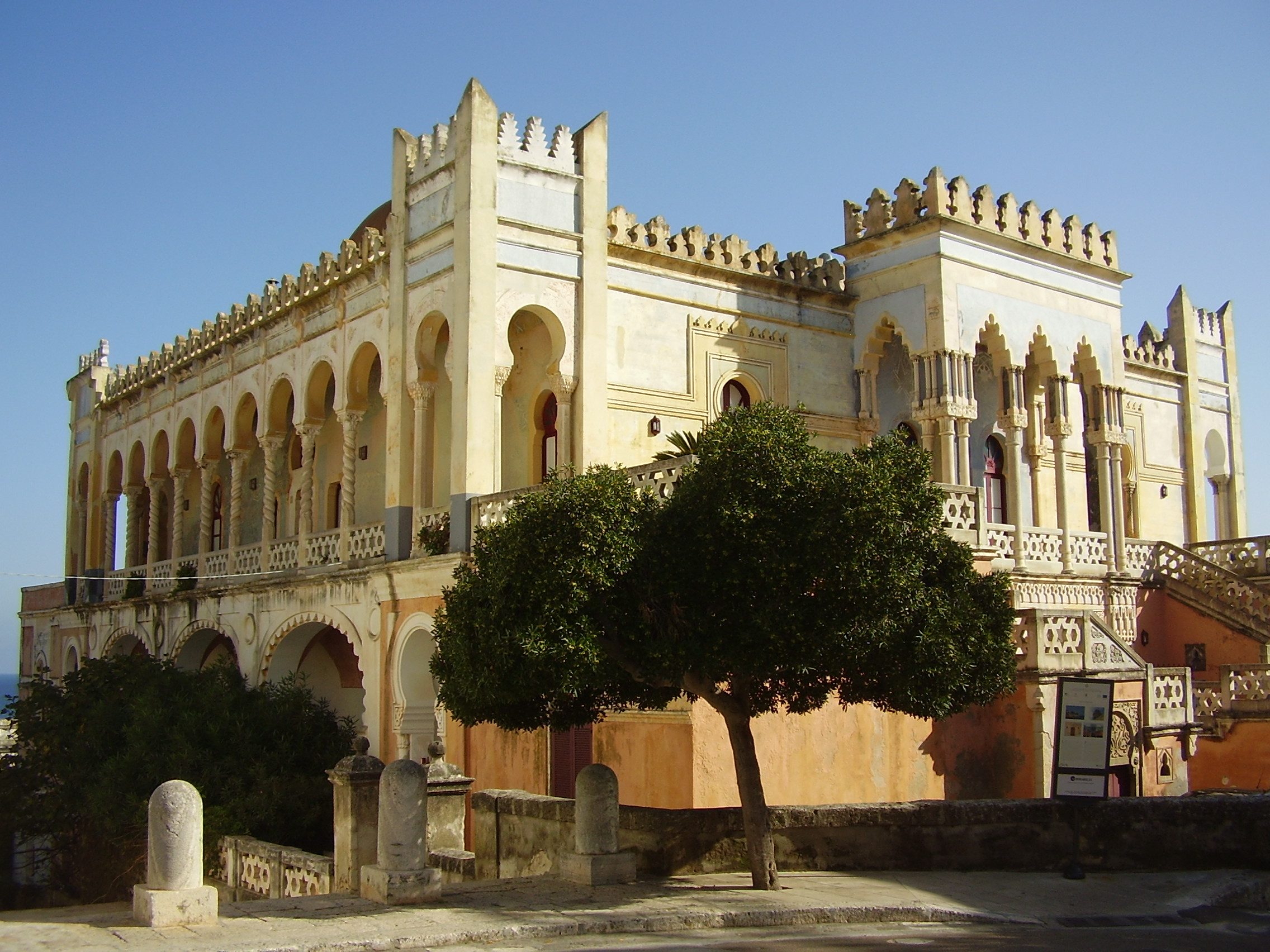
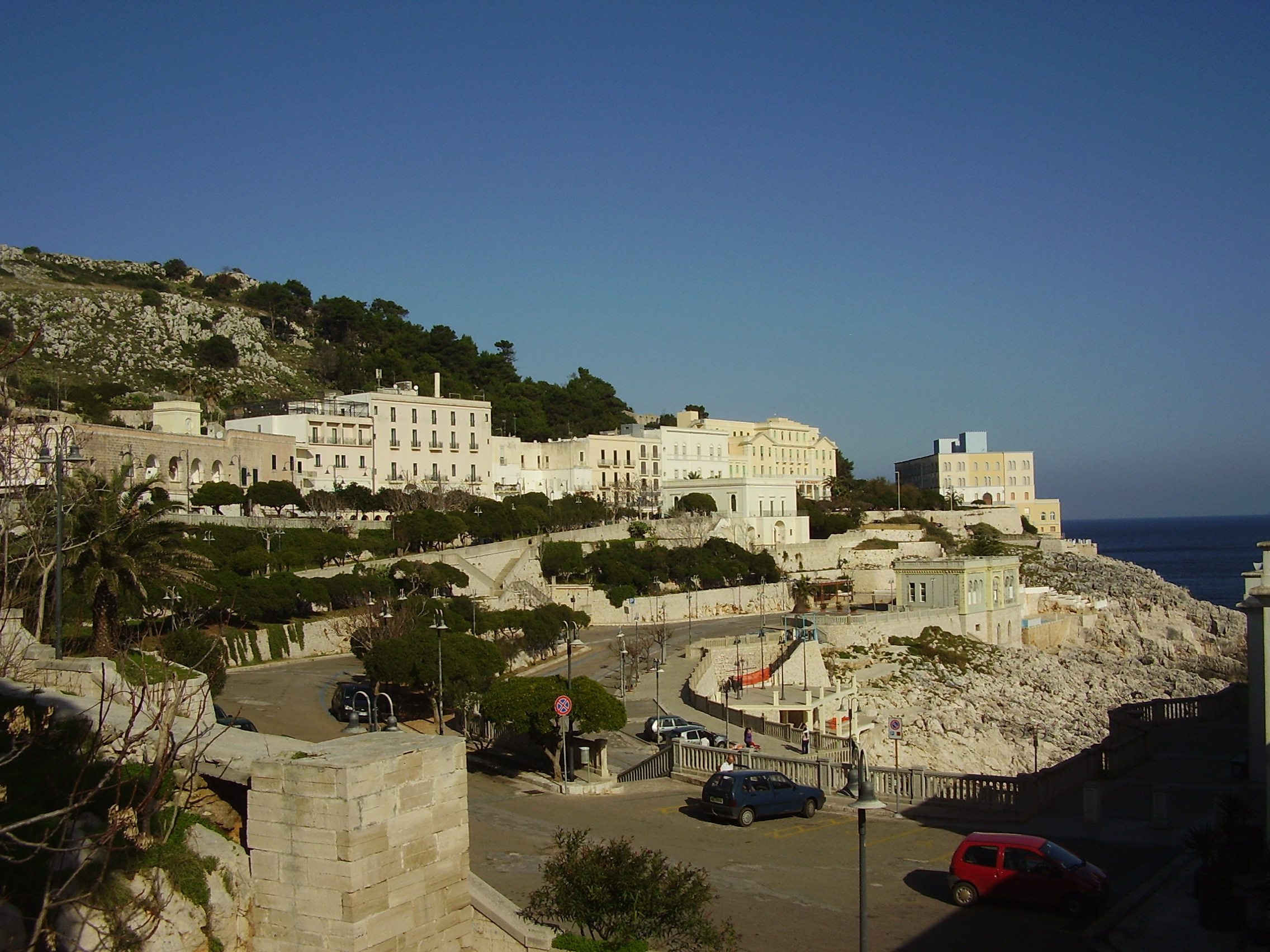
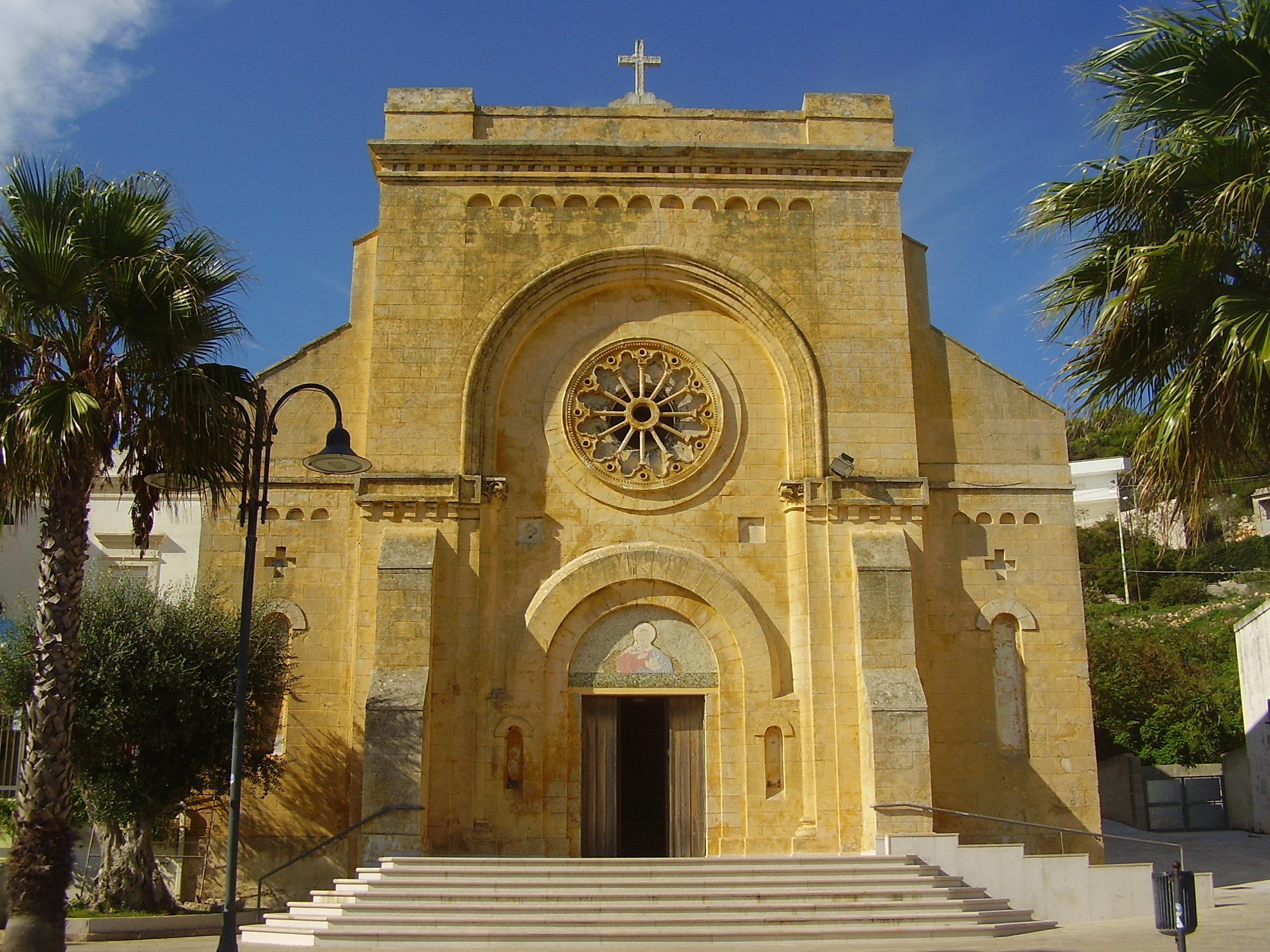
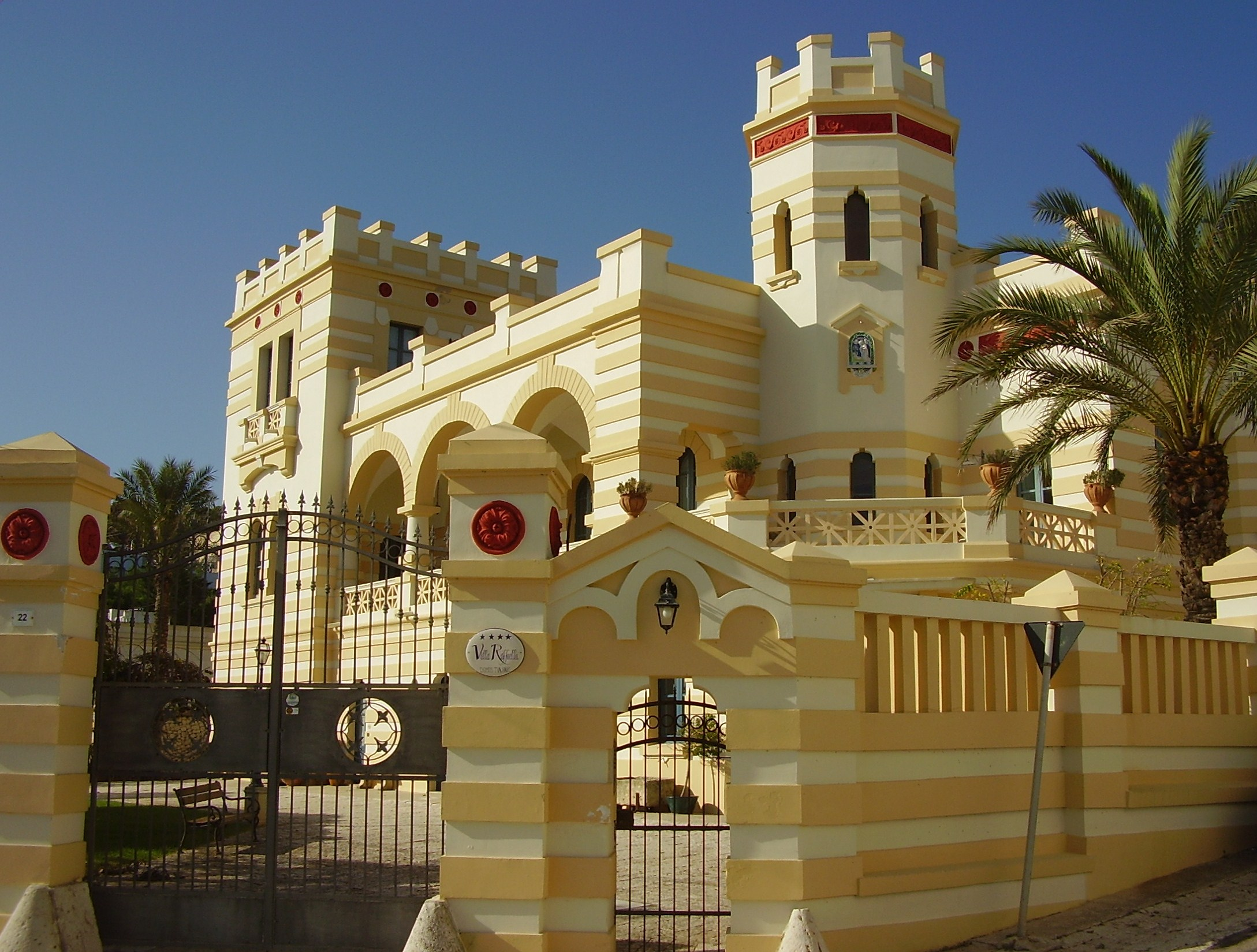
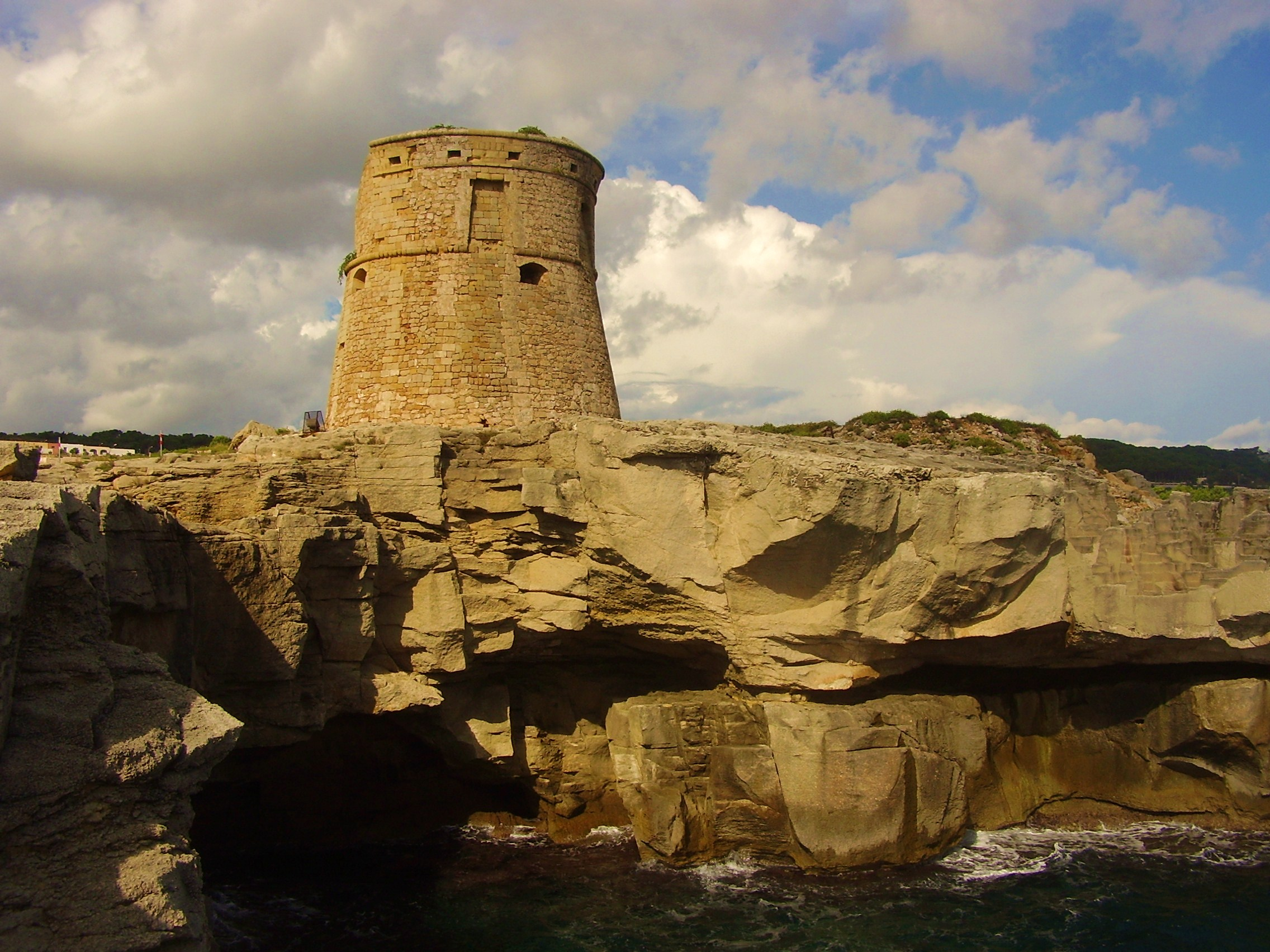